# Rika Unger

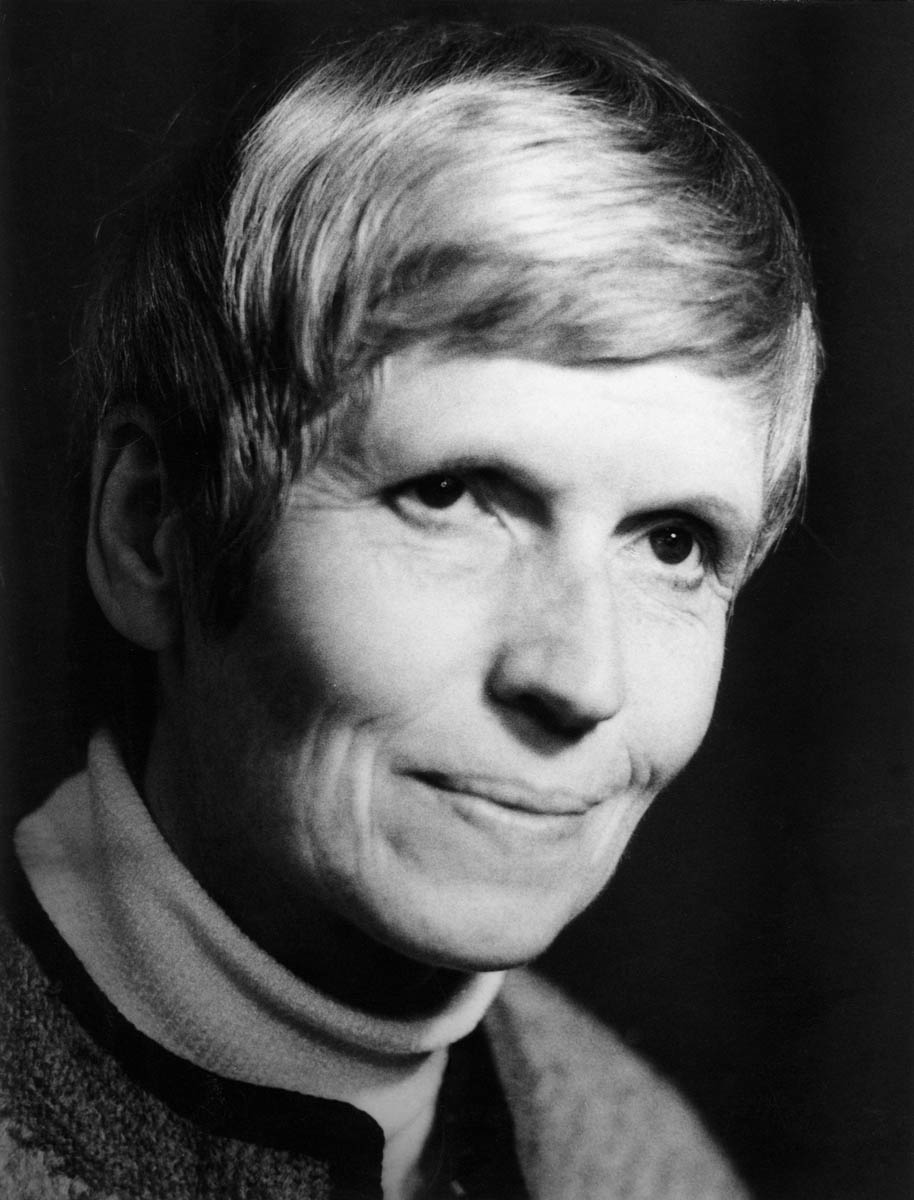
Rika Unger

Rika Unger (* 12. Mai 1917 in Stettin; † 16. September 2002 in Münster) war eine deutsche Bildhauerin.

## Leben
Rika Unger wurde als dritte Tochter des Pfarrers Alfred Unger und seiner Ehefrau Margarethe Unger, geb. Lange, in Stettin geboren. Sie wuchs in Ferndorf, im Siegerland, bis zum 14. Lebensjahr auf. Ihr Vater übernahm 1932 die Aufgabe eines Seelsorgers am Zuchthaus in Münster. Dort machte sie das Abitur am Freiherr-vom-Stein-Gymnasium, begann ein Studium der Volkswirtschaft und absolvierte eine Ausbildung zur Jugendleiterin. Während des Zweiten Weltkriegs wurde sie als Nachrichtenhelferin eingezogen und erlebte als Betroffene die Bombardierung Münsters. Für einige Jahre lebte sie in der Nachkriegszeit in Burgsteinfurt.
In der Zeit ihres Studiums hatte sie Kontakt zum Tierbildhauer Arnold Schlick aufgenommen. Nach Kriegsende wurde sie bei ihm Meisterschülerin. Schlick war Lektor für künstlerisches und wissenschaftliches Zeichnen an der Universität Münster. Ihre weitere künstlerische Ausbildung erfolgte in einer internationalen Künstlergemeinschaft in den Niederlanden, in der Künstlerkolonie Mathildenhöhe in Darmstadt und bei Dr. Heinrich Frieling in Salzburg. Für ihre bildhauerische Arbeit holte sie sich das handwerkliche Rüstzeug bei Steinmetzen und Holzbildhauern.
Es folgten Reisen. Vier Jahre lang reiste Rika Unger im Sommer mit einem Zirkus umher (Zirkus Williams, Barum, Grock), zeichnete Menschen und Tiere, begegnete dem Clown Grock.
Rika Unger war durch ihr Schaffen der evangelischen Kirche eng verbunden. Mitte der 1960er Jahre nahm sie die Arbeit mit behinderten Kindern und Jugendlichen auf. In den 1980er Jahren prägte sie das Engagement in der Friedensbewegung. Sie war Mitglied der Bildhauergruppe Münster.

## Werk

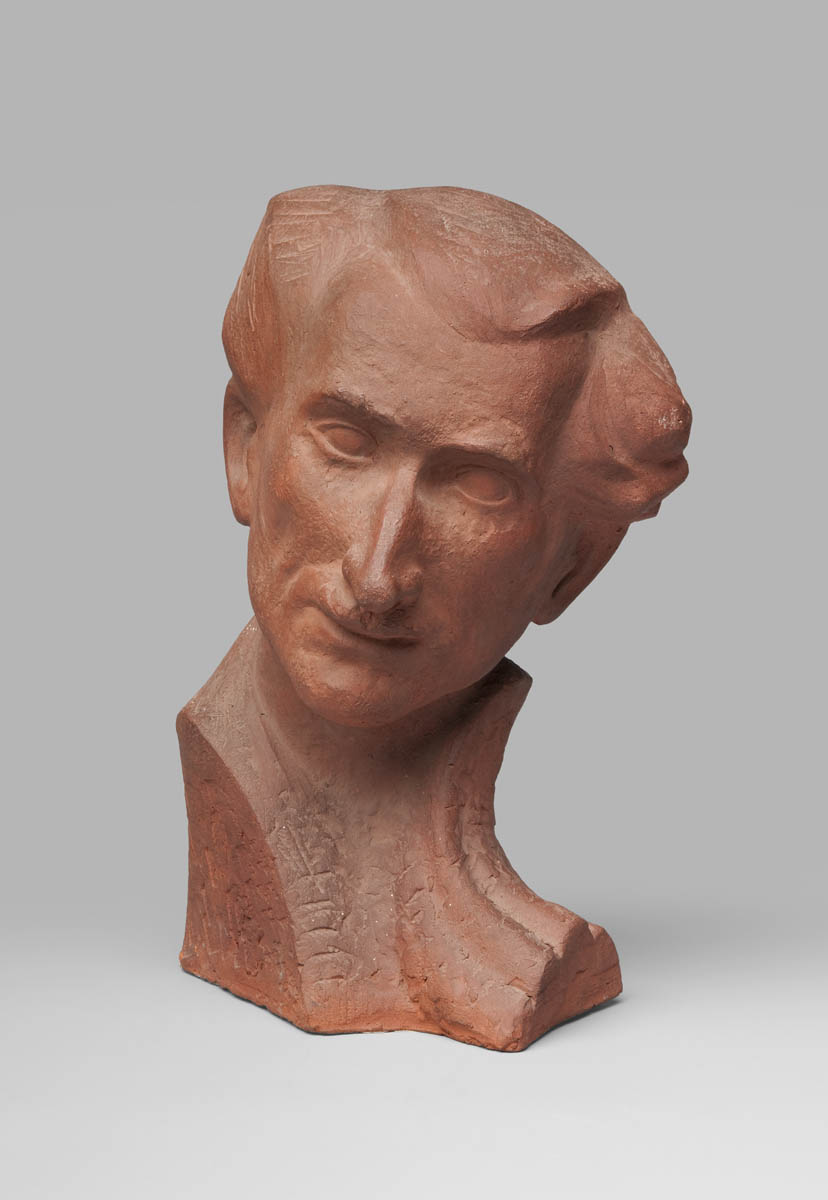
Arnold Schlick, Büste von Rika Unger, Terrakotta, 1948, Stadtmuseum Münster

Rika Unger schuf Plastiken und Reliefs in den Materialien Terrakotta, Holz, Stein, Gips, Bronze, Aluminium und Stahl, später unter anderem in der Kombination Bronze und Stein. Sie fühlte sich zu Beginn der eigenen Arbeit dem Werk von Ernst Barlach und Henry Moore verbunden. Die Stätten archaischer Kunst berührten sie, wie auch die afrikanischen Skulpturen auf der Weltausstellung in Brüssel 1958.

### Ausstattung von Kirchen
Mitte der 1950er Jahre erhielt Rika Unger die ersten größeren Aufträge und begann, sich mit den Fragen des modernen Kirchenbaus auseinanderzusetzen. Die Petrikirche in Mülheim besitzt seit 1959/1960 Bronzereliefs für die Portaltüren des Turms von Rika Unger mit Szenen aus dem Leben des Heiligen Petrus. Mit der Ausstattung der Versöhnungskirche in Münster beauftragt, schuf Rika Unger die Darstellung der zwei Schächer am Kreuz für die Eingangstürflügel, ein großes hängendes Holzkreuz (mit Todesseite und Auferstehungsseite), ein Taufbecken und einen Auferstehungsengel. Die Kirche wurde 1963 eingeweiht. Im Jahr 2007 wurde die Versöhnungskirche geschlossen, zwei Werke der Künstlerin haben in der Kapelle des Johannesfriedhofs in Gütersloh einen adäquaten Rahmen gefunden (Hängendes Holzkreuz, ehemalige Eingangstür). In den 1990er Jahren wurde die Neugestaltung des Kirchenraums der Jacobusgemeinde in Blankenhagen (Gütersloh) ein zentraler Punkt ihres Schaffens (Schöpfungsfenster, Jacobus-Darstellung für die Außenwand des Kirchenraums, Bronzeplastik „Fußwaschung“ über der Eingangstür, mehrere Fenster im Gemeindezentrum). Die Jakobuskirche (Gütersloh) wurde 2007 entwidmet, alle Werke von Rika Unger wurden ebenfalls in die Kapelle des Johannesfriedhofs in Gütersloh gebracht. Unter neuer sakraler Nutzung ist dort ein Ausstellungsort für die kirchlichen Werke von Rika Unger entstanden.

### Weitere Arbeiten
Die Künstlerin hat sich in den 1950er und 1960er Jahren in Reliefs aus Holz und später auch in grafischen Arbeiten mit dem leidgekrönten Haupt des Passions-Christus auseinandergesetzt. In eindrucksvollen überlebensgroßen Gesichtern wird Christus mit der Dornenkrone als zeitloses Bild des Ertragens von Leid gestaltet. „Gekröntes Haupt“, ist der Titel eines Reliefs aus Eschenholz, 1956.
Rika Unger arbeitete auch mit Holzschnitten, Linolschnitten und Schieferschnitten. Eine neue Technik aus der grafischen Papierarbeit heraus entwickelte die Künstlerin in den 1970er Jahren, die „Monorisse“. Papier wird in einzelnen Partien eingerissen und in Teilen wieder zusammengelegt. Das Motiv bildet sich aus den gerissenen, weiß hervortretenden Papierkanten und einem neu geschichteten Papiergefüge heraus. Der Kontrast von schwarzem und farbigem Papier trägt zur Wirkung bei. Mit den Monorissen schuf Rika Unger einen plastischen Raum in Papier in leichtem Relief, der neue bildnerische Eindrücke eröffnet. Leuchtplastiken der Künstlerin sind Gefäße aus Terrakotta in mehreren Teilen, in die Lichter hineingesetzt werden, die in der Dunkelheit eine besondere Lichtwirkung entfalten.

## Ausstellungen
- 2012 „Gekröntes Haupt, Werke der Bildhauerin Rika Unger“, Stadtmuseum Münster[5]
- 1999 Stadthausgalerie Münster
- 1997 Wattwil (Schweiz)
- 1996 Bergkamen
- 1991 Exponata Münster
- 1986 Exponata Münster
- 1984 Akademie Leuenberg bei Liestal (Schweiz)
- 1983 Exponata Münster

## Auszeichnung
1997  Willy-Fries-Preis, Wattwil (Schweiz)

## Werke im öffentlichen Raum in Münster
- Porträt Arnold Schlick, 1948, Terrakotta, Stadtmuseum Münster, Kabinett 33 der Schausammlung[6]
- Porträt Annette von Droste-Hülshoff, 1950, Terrakotta, Annette-von-Droste-Hülshoff-Gymnasium
- Engel, 1952, Gips, Trinitatiskirche
- Porträt Martin Luther, 1953, Bronze, Ev. Seniorenzentrum Martin-Luther-Haus
- Trialog, 1954, Kunststein, Rika-Unger-Galerie (Außenbereich)
- Engel, 1955, Holz, Epiphaniaskirche
- Porträt Freiherr vom Stein, 1958, Gips, Bezirksregierung Münster
- Porträt Freiherr vom Stein, 1958, Bronze, Freiherr-vom-Stein-Gymnasium
- Wegzeichen – Ein Spiegel, 1972, Bronze, Heinrich-Piepmeyer-Haus
- Jede Saat trägt Frucht, 1980–1991, (Zyklus von acht Skulpturen), Bronze, Waldfriedhof Lauheide, neben Friedhofskapelle
- Krippe, 1983, Terrakotta, Epiphaniaskirche
- Osterstein, 1988, Basalt/Bronze, Ev. Perthes-Haus
- Porträt Georg Clemens Perthes, 1988, Bronze, Ev. Perthes-Haus
- Friedenssäule, 1989, Basalt/Bronze, Rika-Unger-Galerie (Außenbereich)
- Erwacht bei Sonnenaufgang, 1995, Bronze/Basalt, Rika-Unger-Galerie (Außenbereich)
- Osterengel, 1995, Bronze, Ev. Studentengemeinde (Meditationsraum)
- Geheimnis des Hörens, 2000/2001, Bronze, Rika-Unger-Galerie (Außenbereich)

Werke von Rika Unger sind in vielen Kirchen, in verschiedenen Institutionen und Schulen in Nordrhein-Westfalen zu finden.